# آلاله مردابی
آلاله مردابی، آلاله روبانی، آلاله پابلند (نام علمی: Ranunculus lingua) نام یک گونه از سرده آلاله است. سردهٔ آلاله در ایران ۵۵ گونهٔ علفی یک ساله و چند ساله دارد. آلاله مردابی یکی از ۵۵ گونهٔ موجود در ایران است.